# Войська (Сілезьке воєводство)
Войська (пол. Wojska, нім. Hubertusgrund) — село в Польщі, у гміні Творуг Тарноґурського повіту Сілезького воєводства. Населення — 742 особи (2011).
У 1975-1998 роках село належало до Катовицького воєводства.

## Демографія
Демографічна структура станом на 31 березня 2011 року:
|          | Загалом | Допрацездатний вік | Працездатний вік | Постпрацездатний вік |
| -------- | ------- | ------------------ | ---------------- | -------------------- |
| Чоловіки | 371     | 90                 | 247              | 34                   |
| Жінки    | 371     | 67                 | 238              | 66                   |
| Разом    | 742     | 157                | 485              | 100                  |